# Bellesa negra
Bellesa negra (títol original en anglès: Black Beauty), és una pel·lícula d'aventures britànico-alemanya dirigida per James H. Hill el 1971. Es tracta de la tercera adaptació de la novel·la Black Beauty d'Anna Sewell. Ha estat doblada al català.

## Argument
Joe Evans 11 anys assisteix al naixement d'un petit poltre negre el front del qual és adornat d'una taca blanca. Joe és feliç quan el seu pare li ofereix el poltre! Es fan inseparables… Però, els temps són durs i Mr Evans fa fallida. El poltre convertit en Príncep Nebre, és venut amb la granja…

## Repartiment
- Mark Lester: Joe Evans
- Walter Slezak: Hackenschmidt
- Peter Lee Lawrence: Gervaise
- Uschi Glas: Marie Hackenschmidt
- Patrick Mower: Sam Greener
- John Nettleton: Sir William
- José Nieto: Lorent